# Исатайски район
Исатайски район (на казахски: Исатай ауданы) е съставна част на Атърауска област, Казахстан, обща площ 13 130 км2 и население 26 749 души (по приблизителна оценка към 1 януари 2020 г.). Административен център е село Аккистау.